# دوکی دوکی لیتریچر کلوب!
«دوکی دوکی لیتریچر کلوب!» (انگلیسی: Doki Doki Literature Club!) یک بازی ویدئویی در سبک رمان تصویری است که توسط تیم سالواتو که برای پلت‌فرم‌های مایکروسافت ویندوز، مک‌اواس و لینوکس و در سال ۲۰۱۷ منتشر شده‌است. این عنوان ابتدا در ایچ. آی‌او در دسترس قرار گرفت و سپس روی استیم منتشر شد. داستان بازی یک دانش‌آموز دبیرستانی مذکر را دنبال می‌کند که در باشگاه ادبیات مدرسه عضو شده و با چهار عضو مؤنث آن تعامل پیدا می‌کند. داستان بازی بیشتر خطی است و نمایش پایان‌ها و صحنه‌ها به تصمیمات بازیکن بستگی دارد. با این‌که در نگاه اول، بازی شبیه یک شبیه‌ساز دوستی شاد به نظر می‌رسد، در حقیقت یک عنوان فراداستان وحشت روان‌شناختی است که به‌طور گسترده دیوار چهارم را می‌شکند.
این بازی در مدت حدودی دو سال در گروهی به رهبری دن سالواتو ساخته شد. به گفته سالواتو، ایده بازی از احساسات او نسبت به انیمه‌ها و علاقه اش به سبک سورئال و تجارب غم‌انگیز نشأت گرفته‌است. دوکی دوکی لیتریچر کلوب! به دلیل استفاده خوب از عناصر ترسناک و غیرطبیعی بودنش در ژانر رمان تصویری با نقدهای مثبتی مواجه شد.

## گیم‌پلی
دوکی دوکی لیتریچر کلوب! یک رمان تصویری است. همچنین، بازی سطح کمی از تعاملی است و بیشتر شامل صحنه‌هایی از عکس‌های دو بعدی بی حرکت شخصیت‌ها در دید اول شخص می‌شود. دیالوگ‌ها و روایت داستان به فرم متن همراه ارائه شده‌اند. روایت داستان توسط شخصیت اصلی بازی انتخاب می‌شود، یک عضو از باشگاه ادبیات عنوانی، که او توسط دوست دوران کودکی‌اش، سایوری به این باشگاه ادبیات دعوت می‌شود. در نقاط مشخصی، بازیکن خواهد تصمیماتش که تعیینی هستند را انتخاب کند با جریان مناسبت‌های بعدی. همچنین تصمیمات رابطه شخصیت اصلی را با چهار شخصیت مؤنث اصلی یعنی سایوری، یوری، ناتسوکی و مونیکا افزایش می‌دهد. واکنش شخصیت‌ها با شخصیت اصلی همچنین با مینی‌گیمی در بازی که برای سرودن شعری از مجموعه ای کلمات که هرکدام مخصوص هر کدام از شخصیت‌ها است هم تحت تأثیر قرار می‌گیرد. هرکدام از دخترها در باشگاه ادبیات کلمات مختلفی برای خود دارند، و بازیکن هنگامی که کلمه ای که آنها دوست دارند را انتخاب می‌کند آنها واکنش مثبت نشان می‌دهند. واکنش شخصیت‌ها توسط ورژن چیبیشان در زیر صفحه مینی‌گیم نشان داده می‌شود. بازیکن قادر است سکانس‌های اضافی با شخصیت‌ها را آنلاک کند، با هرکدام از شخصیت‌ها که شعر برایش اهدا شده‌است. روایت داستان به سه منطقه تقسیم می‌شود، که بین آنها بازیکن مجبور می‌شود بازی را از اول راه اندازی کند. در یک نقطه خاص از بازی، بازیکن باید برای پیشرفت روایت داستان به فایل‌های بازی دسترسی پیدا کند.

## چهارچوب
این بخش داستان بازی را لو می‌دهد!
شخصیت اصلی توسط دوست دوران کودکی بانشاطش سایوری عزیز برای پیوستن به باشگاه ادبیاتشان به عنوان درمانی برای طبعیت غیر آزادش دعوت می‌شود. شخصیت اصلی با اکراه درخواست او را قبول می‌کند و دیگر عضوهای باشگاه را ملاقات می‌کند: ناتسوکی ادعا کننده، یوری خجالتی و رئیس باشگاه یعنی مونیکای پر از روحیه بالا و شاد. شخصیت اصلی شعرهایی برای هم باشگاهی‌های جدیدش می‌نویسد و منتشر می‌کند و رابطهٔ خود را با آنها عمیق می‌کند. همراه با اینکه کلوب برای جشنواره فرهنگی آینده مدرسه تدارک می‌بیند، سایوری به شخصیت اصلی آشکار می‌کند که از افسردگی رنج می‌برد و عشق خود را به او اعتراف می‌کند. روز بعد، مونیکا با احساس شرمساری به شخصیت اصلی شعری ناخوش و نامشخصی توسط سایوری نشان می‌دهد که با اصرار به فردی دستور می‌دهد که از سرش بیرون برود. آنها پی می‌برند که چیزی برای او اتفاق افتاده‌است، شخصیت اصلی به خانه سایوری هجوم می‌برد، آن جایی که شخصیت اصلی پیدا می‌کند سایوری خودش را دار زده‌است، و ناگهان بازی تمام می‌شود.
بازیکن به منو اصلی بر می‌گردد، با پاک شدن تمامی فایل‌های ذخیره شده قبلی، روایت داستان از اول تکرار می‌شود اما اندفعه با بازی جدید، اما سایوری آشکارا غایب است؛ دیالوگ و اسم او نامشخص است، و شخصیت‌ها وجود او را به یاد نمی‌آورند. علاوه بر این، اسپرایت‌های شخصیت‌ها زمان به زمان به‌طور خراب ظاهر می‌شود. مونیکا جای سایوری را در دعوت کردن شخصیت اصلی پر می‌کند. گذشته از تحریفات مکرر بازی، یوری خجالتی و آرام رفته رفته ناپایدار می‌شود، متمایل به خودزنی. خوشفکری یوری زمانی که در منطقه ای که به شخصیت اصلی یک «شعر» غیرقابل توصیف و پوشیده شده با خون و دیگر مایعات بدن می‌دهد کاهش می‌یابد. وقتی مونیکا به نظر می‌رسد با بی احتیاطی خود را با این رفتار غیرعادی جدا می‌سازد، ناتسوکی مخفیانه به شخصیت اصلی یک پیام لفافه به عنوان شعر می‌دهد که از او خواهش می‌کند که برای کمک یوری جستجو کند، فقط برای اداره کردن مستقیماً به شخصیت اصلی می‌گوید پیام را نادیده بگیرد و به مونیکا توجه کند. بعد از یک نزاع گرم دربارهٔ اینکه شخصیت اصلی به چه کسی در جشنواره مدرسه کمک می‌کند، یوری؛ مونیکا و ناتسوکی را از اتاق بیرون می‌اندازد و خصوصی عشقش را به شخصیت اصلی اعتراف می‌کند. به هر صورت شخصیت اصلی اعتراف یوری را قبول می‌کند. یوری با چاقوزنی مکرر خودش مرتکب خودکشی می‌شود. به دلیل اسکریپت شکسته بازی، شخصیت اصلی بی حرکت با جسد فاسد یوری در اتاق در طول دورهٔ یک آخر هفته گیر می‌کند. ناتسوکی به محض پایان آخر هفته بر می‌گردد، اما حالت وحشت زده و تهوع با دیدن بدن یوری می‌گیرد و از سکانس پا به فرار می‌گذارد. مونیکا ظاهر می‌شود و از شخصیت اصلی به خاطر آخر هفته «خسته کننده» ای که سپری کرده‌است عذرخواهی می‌کند، و جبران خسارت را با حذف کردن فایل‌های شخصیت یوری و ناتسوکی از بازی و فرستادن بازیکن به منو اصلی نشان می‌دهد.
یک فایل جدید به صورت خودکار شروع می‌شود، و شخصیت اصلی در یک اتاق با مونیکا و سراسر او نشسته‌است. مونیکا فاش می‌کند که یک شخصیت بازی ویدیوی خودآگاه است که دارای مهارت دستکاری و پاک کردن فایل شخصیت‌های دیگر است، همچنین او یک پیشنهاد ناموفق هم داشت که رفتار هم باشگاهی‌هایش را تغییر دهد و آنها را دوست نداشتنی بسازد و مانع اعتراف عشق آنها به شخصیت اصلی بشود. او تنهاییش را در داخل این دنیای خالی یعنی جایی که تنها انجمن او بوده‌است «هویت‌های مستقل» و همچنین اینکه به نقش مکمل بی ثمری واگذار شده‌است بیان می‌کند، همچنین می‌گوید که او تنها طراحی شده‌است که عاشق شخصیت اصلی بشود، و او نه تنها عشق خودش را به شخصیت اصلی اعتراف می‌کند، بلکه مستقیماً به بازیکن. مونیکا به صورت نامحدود با بازیکن خواهد نشست و صحبت کرد دربارهٔ موضوعات مختلف تا زمانی که بازیکن وارد دایرکتوری بازی شود و فایل شخصیت مونیکا را پاکسازی نماید. مونیکا در ابتدا به بازیکن شلاق می‌زند، اما در نهایت آنها را می‌بخشد و با احتیاط دوباره راه اندازی بازی و شخصیت‌های جدا از خودش توبه می‌کند.

### پایان‌ها
بستگی به دوره عمل بازیکن دارد، بازی می‌تواند به سه پایان ممکن برسد. پایان استاندارد سایوری را نشان می‌دهد که خودش را به عنوان رئیس باشگاه ادبیات معرفی می‌کند و از بازیکن به خاطر خلاص شدن از شر مونیکا تشکر می‌کند. همان‌طور که او خصوصیات دارای ویژگی مونیکا را پذیرفته‌است، مونیکا فوری از طریق متن مداخله می‌کند و سایوری را حذف می‌کند که بازیکن را نجات دهد. مونیکا همچنین برخی از چیزها را در طول گیم اور کردیت پاک می‌کند، و بازی با یک نوشته از طرف مونیکا به پایان می‌رسد، این نوشته بیان می‌کند که او باشگاه ادبیات را بهم زده‌است به دلیل اینکه «هیچ شادی ای نمی‌تواند پیدا شود» در آن.
چندین پایان مثبت دیگر هم اگر بازیکن همهٔ سکانس‌های اختیاری را در یک پلی‌ترو سینگل مشاهده کرده‌است رخ می‌دهند، که نیازمند به سیو کردن یا ذخیره کردن بازی و بارگیری در چندین نقطات مختلف دارد مثلاً قبل از اینکه شاهد اولین خودکشی سایوری بشوند. سایوری به جای تشکر از بازیکن برای حمایت عاطفی از تمامی اعضای باشگاه، اشک آور خداحافظی می‌کند و به بازیکن اطمینان می‌دهد که تمام اعضای باشگاه قبل از حذف بازی خودشان را دوست دارند. بعد از کردیت، بازیکن با یک پیام از طرف توسعه دهنده بازی، دن سالواتو ارائه می‌شود.
اگر بازیکن پیشگیرانه فایل مونیکا را از دایرکتوری قبل از شروع بازی حذف کند، سایوری رهبر پیشفرض باشگاه شده‌است. با پی بردن به طبیعیت حقیقی بازی و نقش او در آن، سایوری با پانیک و به زور بازی را می‌بندد. بازکردن دوبارهٔ بازی یک تصویر از سایوری را که خودش را دار زده‌است را نشان خواهد داد. اگر این تصویر به مدت ده دقیقه روی صفحه (اسکرین) باقی بماند، یک متن در کنار جنازه سایوری ظاهر می‌شود و اینگونه خوانده می‌شود «حالا همه می‌توانند خوشحال باشند».